# Group Chat With Annie And Jayden
Group Chat With Annie And Jayden este un program de televiziune american de reality-show care a avut premiera la Nickelodeon pe 23 mai 2020. A fost prezentat de Annie LeBlanc și Jayden Bartels în primul său sezon și de Bartels și Brent Rivera în al doilea sezon.